# Windows Vista Upgrade Advisor
 (septembre 2020).
Si vous disposez d'ouvrages ou d'articles de référence ou si vous connaissez des sites web de qualité traitant du thème abordé ici, merci de compléter l'article en donnant les références utiles à sa vérifiabilité et en les liant à la section « Notes et références ».
Chronologie des versions
Windows 7
Upgrade Advisor
Windows Vista Upgrade Advisor (de l'anglais signifiant littéralement « conseiller pour la mise à jour Windows Vista ») est un outil de diagnostic conçu par Microsoft au moment de la sortie de son nouveau système d'exploitation, Windows Vista, au début février 2007, pour permettre à un utilisateur de savoir si la configuration de son matériel était compatible pour cette mise à jour.

## Présentation
Le logiciel permet tout d'abord de déterminer les besoins de l'utilisateur : selon qu'il a besoin de l'interface Aero, des fonctionnalités Media Center ou des outils avancés de cryptage des données, l'Upgrade Advisor le dirige vers une des éditions du système d'exploitation. Le logiciel détecte la configuration matérielle et détermine si le PC est prêt à accueillir Windows Vista en détaillant les périphériques qui sont supportés par le système et ceux pour lesquels il faudra se mettre en quête d'un pilote. Les configurations répondant aux spécifications préconisées par Microsoft se voient attribuées le label « Vista Premium Ready ».